# الکساندر برش
الکساندر برش (به انگلیسی: Alexander Beresch) ژیمناست زادهٔ ۱۲ اکتبر ۱۹۷۷ میلادی اهل کشور اوکراین است.